# Симеоновская башня
Симеоновская (Семёновская) башня — одна из семи сохранившихся башен Коломенского кремля. У этой башни есть ещё три близнеца: Ямская, Спасская и Погорелая, так как четыре из семи уцелевших башен — однотипные. 

## Название
Башня получила название по несохранившейся до наших дней церкви Симеона Столпника, которая располагалась на Житной площади.

## Строительство
Строительство башни в рамках строительства кремля шло в 1525—1531 годах. Установлена эта башня, как и её «близнецы» — Погорелая, Ямская и Спасская башни — по восточному краю Коломенского кремля и имеет с ними аналогичные размеры.

## Архитектура
Симеоновская башня насчитывает 5 этажей. Высота башни составляет — 24 метра, длина — 12 метров, ширина — 8 метров. Завершается башня шестым ярусом — галереей, зубцы которой, напоминают форму ласточкиного хвоста. Высота и ширина зубцов составляет 2,5 и 1,44 метров соответственно.